# La principessa sul pisello (film 2002)
La principessa sul pisello (The Princess and the Pea) è un film d'animazione statunitense del 2002 diretto da Marc Swann.

## Trama
Nel regno di Corazion, il malefico principe Laird è prossimo ad essere incoronato come nuovo sovrano. Nel frattempo il piccolo Rollo, principino di Arveja e amico di Heath, fratello minore di Laird, fa un'importante scoperta: un antico arazzo perduto. Sebastian, il saggio corvo e storico di corte lo riconosce come la storia del vecchio regno e della "Principessa sul Pisello": leggenda vuole che grazie a un misterioso rituale riguardante un pisello fosse stata scelta una principessa dal nobile cuore, che fondò il regno di Corazion basato su principi di onore e bontà. Sfortunatamente le generazioni successive dimenticarono gli antichi valori del regno e si diedero alla guerra, in cui fu apparentemente perduto anche il segreto del pisello, fino all'avvento dell'attuale re, padre di Heath e Laird, che ristabilì la pace.
L'arazzo ritrovato è danneggiato, rendendo impossibile scoprire il segreto della principessa per intero, vi è in compenso anche un avvertimento: in caso il segreto andasse perduto, il regno avrà fine durante il governo del diciottesimo re, ovvero Laird. Sapendolo, Sebastian e Heath si rendono conto ulteriormente di quanto il futuro sovrano potrebbe nuocere al regno. Rollo però ha un'idea: Sebastian afferma che secondo la legge dei padri "Il primo figlio che entrerà nella sala dell'incoronazione, sarà nominato re". Così il principino, con un astuto stratagemma, porta l'amico Heath, anche se timoroso, ad entrare nella sala per primo ed esser incoronato. Laird, con sua moglie Helsa, abbandona indignato il palazzo, e Heath lo manda a vivere con dei rozzi e volgari contadini, sperando che il cambiamento e vivere più a contatto con la gente comune, possa rendere Laird una persona migliore.
Dopo un anno Mariana, la moglie di re Heath, dà alla luce una bambina, ma per disgrazia muore di parto. Lo stesso giorno anche a Laird ed Helsa nasce una figlia, e Laird quindi concepisce un infido piano: con Helsa va a palazzo inventando che la figlia dei due è morta e che Helsa si offre aiutare Heath ad accudire quella di lui; invece, come da piano, Helsa di nascosto scambia le bambine, anche se inizialmente dubbiosa perché lei è orfana di madre; perciò, lei prega Laird che la nipote rimanga con qualcuno che la ami, il che il marito promette fintamente. Il piano riesce e per anni nessuno immagina che il principe decaduto stia mandando avanti le sue trame per riconquistare il trono. E così scorrono diciotto anni.
Hildegard, la figlia di Laird, cresce come figlia di Heath divenendo una principessa stupidamente antipatica, egoista e viziata, sotto la guida della sua crudele "zia" Helsa. Invece la vera figlia del re, la giovane Daria, è stata lasciata a due terribili contadini che la trattano come una serva e la fanno dormire in una stalla con galline, oche e tre maialini, ma, al contrario della cugina cresce buona e gentile. Frattanto, il corvo parlante Sebastian ha proseguito la sua ricerca della parte mancante dell'enigma del pisello, secondo cui questo va collocato sotto venti materassi di piuma d'oca mentre vi sta dormendo una ragazza. Un giorno, il principe Rollo torna in visita amichevole da Heath, confessandogli di essere in cerca di una moglie, in quanto i suoi consiglieri vorrebbero ottenere l'alleanza con un altro regno, pur desiderando lui interiormente di incontrare il vero amore. Hildegard, vedendolo e venendo a sapere essere l'erede di un grande regno, dichiara di voler diventare lei stessa sua moglie. Rollo tenta di scappare e si rifugia nella foresta, incappando nelle rovine di un antico palazzo, e qui conosce Daria, tacendogli di essere un principe. Lui rimane colpito dalla bellezza e gentilezza della ragazza, cosa che anche lei ricambia, ma è costretto a rinunciarvi, rammentando la sua missione di sposare una principessa mentre lei è una contadina.
Nei giorni seguenti, il principe viaggia per diversi regni, cercando la principessa ideale per lui, accompagnato da Sebastian che vuole provare la veridicità del rituale del pisello sotto i 20 materassi. Rollo s'imbatte in principesse nobili in apparenza ma tutte viziate, sciocche ed egoiste, e perfino la prova dei materassi non dà risultati. Alla fine il ragazzo si rassegna a continuare la ricerca e decide di rincontrare Daria, di cui non si è mai dimenticato. Sebastian fa ritorno in città per studiare ancora l'enigma del pisello, intuendo che gli possa esser sfuggito un particolare in merito; intanto, pure lui ignaro dell'identità di Daria, fa sapere a Heath dell'attrazione di Rollo verso una contadina, e il re prende la decisione di diseredare Hildegard, acconsentire alle nozze di Rollo con Daria e nominare l'amico erede suo e del regno. A Sebastian passa l'incarico di consegnare il messaggio direttamente al principe, poiché solo di lui Heath si fida, sospettando che a palazzo vi sia una spia. Difatti, Helsa ha ascoltato la conversazione di nascosto e invia Flagello, lo sparviero di Laird, che riesce a far precipitare l'ignaro corvo e recuperare il messaggio. Dopo questa scoperta, Laird non esiterà a ingannare i concittadini accusando falsamente Daria di aver portato il malocchio e la sfortuna tra loro a causa della carestia abbattutasi di recente. La ragazza viene così inseguita e pur di eliminarla, Laird non esiterà a far appiccare il fuoco alla foresta finendo con l'incendiare la reggia in cui Daria si rifugiava spesso. Sebastian, precipitato lì per caso, scopre il segreto del pisello inciso sotto una vetrata: per rivelare la vera nobiltà del cuore di una persona il pisello deve stare sotto 20 materassi, poiché la vera principessa con un cuore nobile, sensibile ai bisogni della propria gente, non potrebbe riposare in questo caso. Giunto sul posto, Rollo cerca disperatamente Daria nell'incendio ma è costretto ad uscirne senza aver trovato la ragazza, riuscendo solo a recuperare Sebastian, rimasto confuso per una botta in testa. Rollo finisce così nelle mire di Laird, intenzionato a fargli sposare la maligna Hildegard e spacciando Daria per morta.
Il giorno seguente Hildegard, oramai a conoscenza della verità e complice dei genitori, cerca di far credere al principe di essere cambiata in meglio, e Rollo, ormai rassegnato per la perdita della sua amata, accetta di sposarla. Tuttavia Daria è scampata all'incendio con i suoi amici maialini, e in qualche modo riesce a tornare in città, dove la aspettano i popolani furibondi. Prestando aiuto a una donna che lavora ad una reggia, Daria riesce ad entrare e vedendo i 20 materassi chiede di potervi dormire, al che Sebastian, che si è ripreso, tenta il rito: in effetti non solo la giovane supera la prova, rimanendo insonne perché sente il pisello, ma ha anche sul piede sinistro un neo a forma di cuore, che Sebastian riconosce come lo stesso che aveva la figlia di Heath appena nata. Ma prima che vada a raccontarlo a tutta la corte e fermare l'imminente matrimonio, Laird lo lega e cattura Daria. In una rocambolesca fuga, i tre maialini di Daria portano il saggio nel mezzo della cerimonia e il corvo smaschera l'inganno.
A questo punto Laird prende maleducatamente in ostaggio la nipote minacciando di scaraventarla dalla balconata per non avere problemi, e ordinando a Helsa e Hildegard di raggiungerlo. Quando Heath rimprovera il fratello per ciò che ha fatto, Laird stufatosi di lui fa tagliare le corde del lampadario per schiacciare Rollo, che viene salvato da Heath stesso che viene schiacciato al suo posto. Laird felice del risultato avvenuto si dichiara finalmente re e dice che ora può fare ciò che vuole. Ma il fratello è miracolosamente sopravvissuto e lo contraddice. Laird con una vera e propria malignità dichiara di volere a tutti i costi il regno, non gli importa a quale prezzo, arrivando a barattare la vita di Daria pur di avere il regno ma Heath rifiuta ordinando al crudele fratello di rilasciare Daria immediatamente. Laird vistosi perduto e capendo che uccidere la nipote potrà solo aggravare la sua situazione, decide di usarla come ostaggio e tenta la fuga assieme alla moglie e la figlia, inseguiti da Rollo, Sebastian e i maialini. Alla fine, Sebastian riesce a sconfiggere il povero sparviero Flagello che finisce in acqua, mentre i tre imbroglioni vengono arrestati, e Daria può riconciliarsi con il suo vero padre e sposare Rollo: i due vanno a vivere nel palazzo nella foresta che viene ricostruita, dando così inizio, secondo le parole di Sebastian, ad una nuova era d'oro per Corazion.